# Geografia da Bolívia
A Bolívia é um país sem litoral. O ocidente da Bolívia está situado na cordilheira dos Andes, com o pico mais elevado, o Nevado Sajama, a chegar aos 6 542 m. O centro do país é formado por um planalto, o Altiplano, onde vive a maioria dos bolivianos. O leste do país é constituído por terras baixas, e coberto pela floresta úmida da Amazônia. O lago Titicaca situa-se na fronteira entre a Bolívia e o Peru. No ocidente, no departamento de Potosi, encontra-se o Salar de Uyuni, a maior planície de sal do mundo.
As cidades principais são La Paz, Sucre, Santa Cruz de la Sierra e Cochabamba.

## Topografia
A região de Oriente, a norte e leste, que compreende três quintos do território boliviano, é formada por baixas planícies aluviais e grandes pântanos, sobrepostos ao antigo escudo cristalino brasileiro, que aflora em longos trechos. No extremo sul fica o Chaco boliviano, pantanoso durante a estação chuvosa e semidesértico nos meses restantes. A nordeste da bacia do lago Titicaca erguem-se montanhas extremamente altas, algumas das quais excedem 3.600m e caem abruptamente sobre as planícies.
Os Andes atingem na Bolívia sua maior largura e dividem-se em duas grandes cadeias paralelas, a Oriental e a Ocidental, entre as quais se estende o Altiplano Boliviano. A Cordilheira Oriental é formada por maciços de argilitos, arenitos e quartzitos paleozóicos, sobrepostos a um núcleo granítico. A Cordilheira Ocidental consiste numa série de vulcões inativos ou extintos, e suas rochas compõem-se de vastas acumulações de lavas riolíticas, traquíticas e andesíticas. Possui aproximadamente 800 km de comprimento por 130 km de altura, numa altitude varíavel de 3.600 a 3.800m.

## Clima
Embora dentro da faixa tropical, a Bolívia apresenta grande amplitude térmica, que varia do calor equatorial até o frio ártico das montanhas mais altas. Na zona climática de Yungas, a média durante todo o ano, são elevadas, de 750 a 1250mm, no mínimo.
Entre 2.000 e 2850m, os vales apresentam clima quente semitropical, sem grandes variações térmicas. Daí até três mil metros de altitude, o clima é temperado, embora sujeito a geadas no inverno.
A zona climática do Altiplano Boliviano, a oeste da Cordilheira Oriental, é sempre fresca. A temperatura média em La Paz é de 10,2 °C. A zona de Puna Brava eleva-se até o limite das neves (5.400m), cobrindo um território gélido e inóspito. Acima desse limite, o clima é ártico. No verão, temporais breves, mas violentos, açoitam por vezes o planalto setentrional e o Lago Titicaca.

## Hidrografia

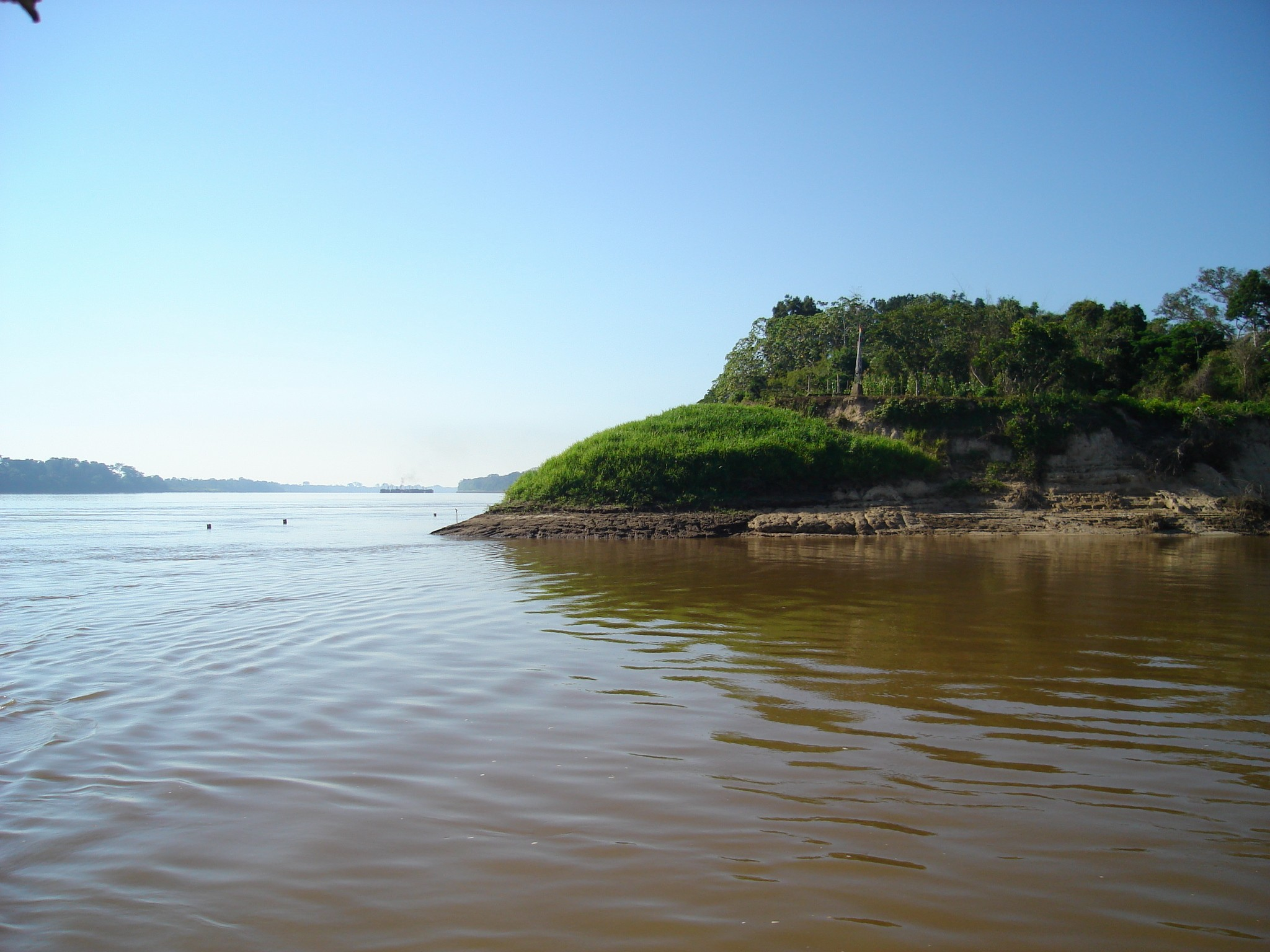
O encontro do Rio Abunã com o Rio Madeira, o ponto mais setentrional da Bolívia, fica na Amazônia.

Os rios bolivianos pertencem a três sistemas distintos, o amazônico, o platino e o do Titicaca. Muitos lagos e lagoas, alguns grandes como Rogoaguado, ocorrem nas planícies pantanosas ao longo dos rios Beni e Mamoré. Outros acompanham o rio Paraguai, como Bahia Negra, Cáceres, Mandioré, Gaiba e Uberaba, ao sul dos pântanos Zarayes, uma região sujeita a inundações durante o verão. O sistema do Titicaca compreende, além do grande lago, o rio Desaguadero e seu escoadouro, o pântano salgado de Coipasa. Penetram nesse sistema muitas correntes de pequeno curso, que descem das montanhas. Sem escoamento para o mar, as águas dessa extensa bacia são inteiramente absorvidas pelo solo seco, ou evaporam-se.

### Lagos
Os principais lagos da Bolívia são os seguintes:
- Poopó
- Titicaca
- Uru Uru
- Lago Rogoaguado
- Laguna Hedionda

## Flora
Extremamente diversificada, a vegetação boliviana varia da rala vegetação das cordilheiras até a luxuriante floresta tropical da Bacia Amazônica. O planalto é essencialmente uma área de pastagens, que se elevam até o limite das neves. Duas espécies importantes da zona montanhosa são a quina, de cuja casca é extraído o quinino, e a coca, matéria-prima para a fabricação de cocaína.
Na região de Beni, na planície de Oriente, encontra-se uma das mais densas florestas amazônicas, com abundância de seringueiras. A área de Santa Cruz apresenta uma vegetação de transição entre a floresta e as pastagens do Chaco. Algumas das espécies ali existentes são empregadas na construção de móveis.

## Fauna
Em relação à grande variedade de ambientes vegetais corresponde uma não menos ampla diversificação da fauna, basicamente semelhante à das zonas vizinhas do Brasil, Argentina e Peru. Os mais notáveis são a vicunha e o guanaco; nas montanhas habita também o condor. O lhama é a besta de cargas das áreas áridas do Altiplano Boliviano, além de fornecer carne, lã e pele. A alpaca é criada para produzir lã. 